# Danielsville
Danielsville è una città degli Stati Uniti d'America, situata in Georgia, nella Contea di Madison, della quale è il capoluogo.